# 푸드 마일리지

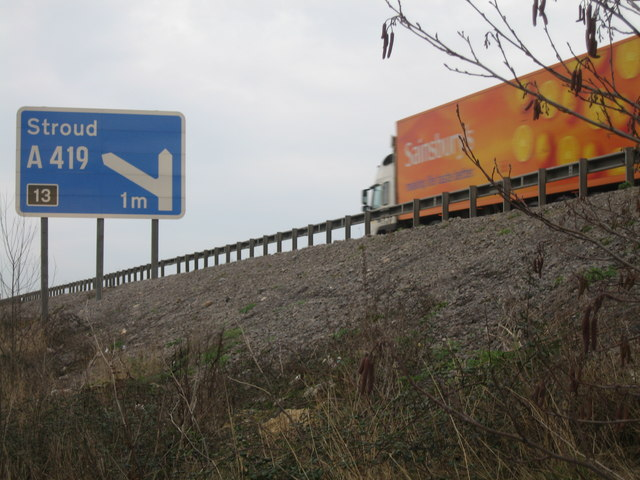

푸드 마일리지(영어: food miles)는 지구 온난화에 미치는 영향을 포함하여, 식량의 환경 영향을 평가할 때 사용되는 하나의 요소이다.
푸드 마일리지의 개념은 1990년대 초에 영국에서 시작되었다.
일부 학자들은 푸드 마일리지의 증가는 무역의 세계화라고 생각한다.